# Carl von Hasenauer

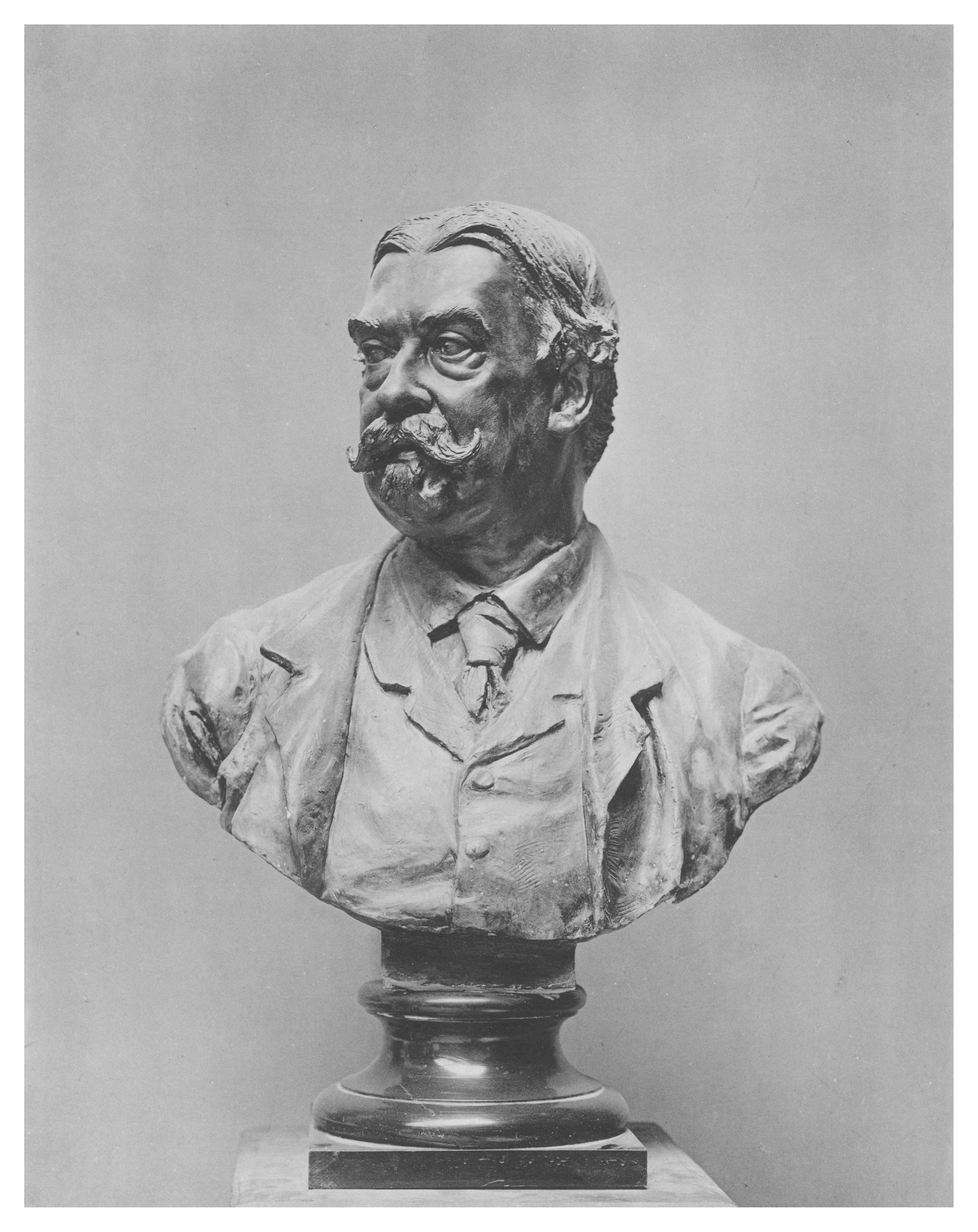
Carl von Hasenauer, Büste von Victor Tilgner

Matthias Carl Borromäus Hasenauer, ab 1873 von Hasenauer (* 20. Juli 1833 in Wien; † 4. Jänner 1894 ebenda), war ein österreichischer Architekt des Historismus. Zusammen mit seinem deutschen Kollegen Gottfried Semper entwarf er das Naturhistorische Hofmuseum, das Kunsthistorische Hofmuseum, das Neue Hofburgtheater und die Neue Hofburg sowie allein weitere Bauten in Wien. Wegen seines neobarocken Stils wurde Hasenauer auch der „bauende Makart“ genannt.

## Biografie
Matthias Carl Borromäus Hasenauer absolvierte seine schulische und fachliche Ausbildung zwischen 1843 und 1854 an mehreren renommierten Bildungseinrichtungen, darunter die Vereinigte protestantische Hauptschule in Wien, das Blochmannsche Institut in Dresden sowie das Collegium Carolinum in Braunschweig. Von 1850 bis 1854 studierte er an der Akademie der bildenden Künste in Wien Architektur bei August Sicard von Sicardsburg und Eduard van der Nüll. Parallel dazu unternahm er zahlreiche Studienreisen nach Italien, Frankreich, Großbritannien und Deutschland, die seine architektonische Entwicklung maßgeblich prägten. Ab 1855 war Hasenauer als selbstständiger Architekt tätig, erhielt 1858 die Konzession als Stadtzimmermeister und war bis 1882 Vizepräsident der Wiener Bau-Gesellschaft. Ab 1884 lehrte er als Professor und Leiter der Spezialschule für Architektur an der Akademie der bildenden Künste Wien, wo er von 1892 bis 1894 auch das Amt des Rektors ausübte.
1873 wurde er in den Freiherrenstand (Freiherr von Hasenauer) erhoben. Er wurde Chefarchitekt der Wiener Weltausstellung von 1873. Zusammen mit Gottfried Semper entwarf Hasenauer das neue k. k. Hofburgtheater (1874–1888) und das bis heute unvollendete Kaiserforum. Zu dieser Anlage gehören das neue k. k. Kunsthistorische Hofmuseum (1871–1891), das neue k. k. Naturhistorische Hofmuseum (1871–1889) und die neue k. k. Hofburg (1881–1913), von der nur der südöstliche Burggartenflügel verwirklicht wurde. Der zentrale Thronsaalflügel und der nordwestliche Volksgartenflügel blieben unausgeführt. An der Ausführung der Gebäude war Semper bis 1876 beteiligt, nach dem Zerwürfnis mit dem Projektpartner Semper leitete Hasenauer die Projekte allein. Seine Wohnbauten Palais Lützow (1870) und Hermesvilla (1882–1886) versah Hasenauer mit Innendekorationen im Makartstil.
Hasenauer zeichnet sich durch einen sehr dekorativen Stil (ganz im Sinne Sempers) und durch inszenatorische Begabung aus. Er strebte die Verschmelzung aller Kunstgattungen in einem Gesamtkunstwerk an, ohne die Architektur allein in den Vordergrund zu stellen. Einstige Streitigkeiten über die Entwurfsurheberschaften an den Hofbauten Sempers und Hasenauers, die vor allem nach beider Tod ausgetragen wurden, sind heute von der Forschung geklärt. Danach war Semper hauptsächlich für die Außenarchitekturen verantwortlich und Hasenauer hauptsächlich für die Innenarchitekturen. Die Monumentalbauten der beiden Architekten auf der Wiener Ringstraße sind inzwischen zu Wahrzeichen Wiens geworden. Hasenauer ruht in einem Ehrengrab auf dem Wiener Zentralfriedhof (Gruppe 32 A, Nummer 33). Hasenauer heiratete 1863 Victoire Baronin Genotte von Merkenfeld. Aus dieser Ehe gingen eine Tochter und zwei Söhne hervor.

## Werke

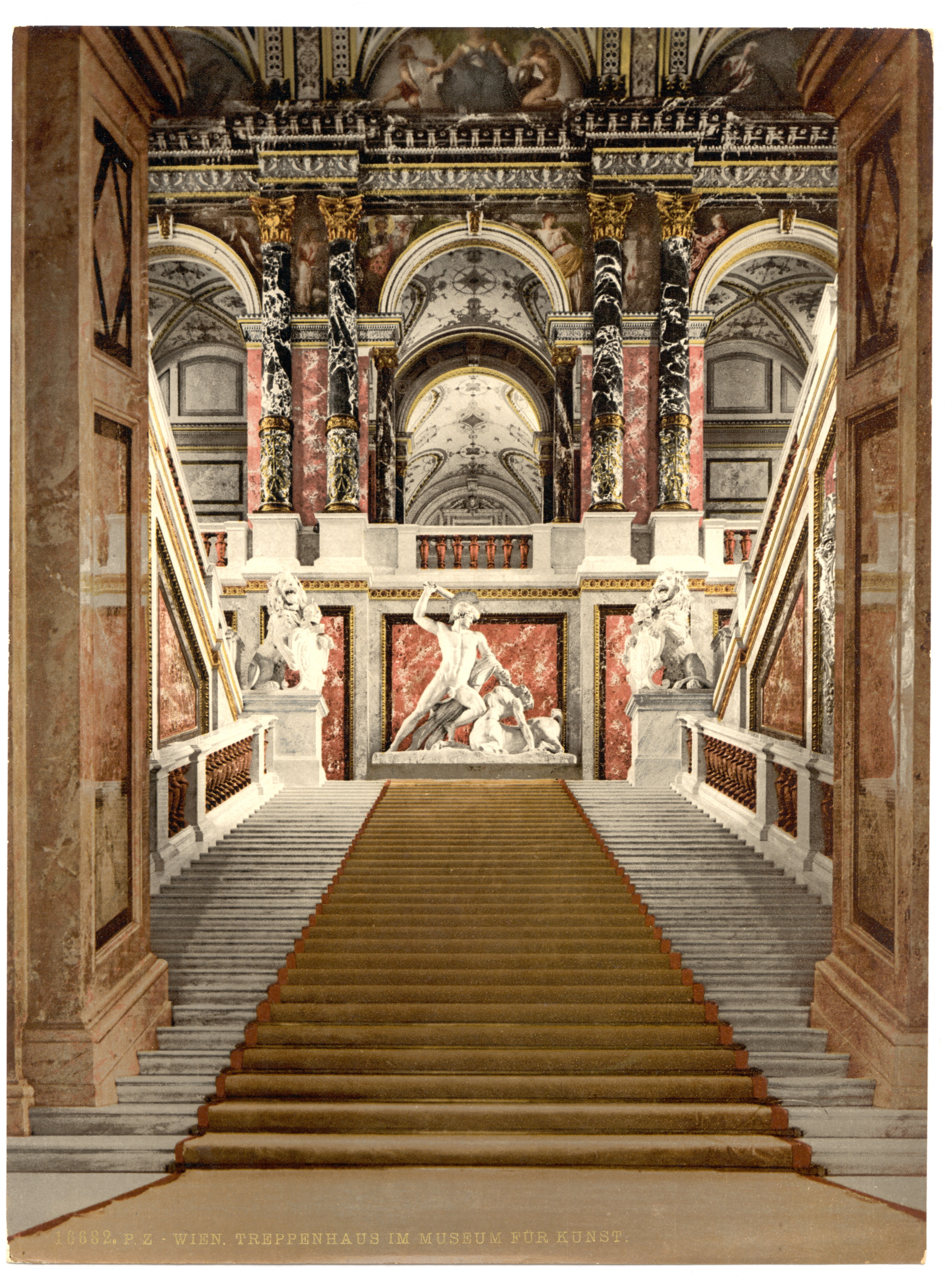
Prunkstiege im Kunsthistorischen Museum

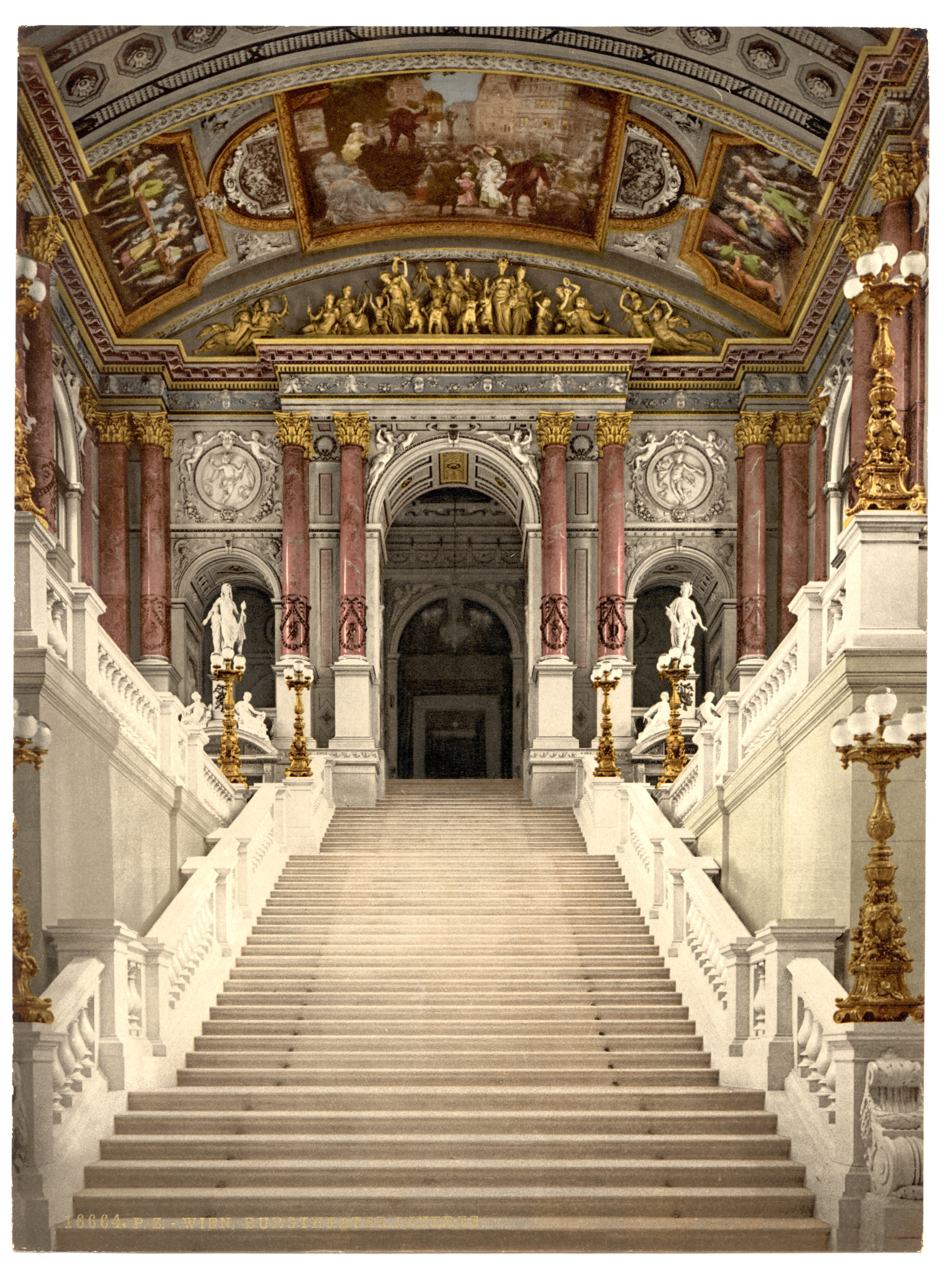
Prunkstiege im Burgtheater

Hasenauer war im 19. Jahrhundert an verschiedenen bedeutenden Bauprojekten beteiligt. Dazu gehören das Palais Lützow (1870), die Villa in Mödling (1855), das Einfamilienhaus in Mödling für seine Eltern von Hasenauer (1858), die umgebaute Villa Ranzoni in Altmünster am Traunsee (1861) und die Villa Gerold in der Geroldgasse 1170. Wien (1861). Weitere Projekte umfassen die Villa Zang in Wien (1863), ein Landhaus in Pötzleinsdorf in Wien (vor 1868) und die Villa Weiß am Traunsee in Oberösterreich. Im Bereich öffentlicher Bauten erbaute Hasenauer, in Zusammenarbeit mit Gottfried Semper, das ehemalige Leopoldstädter Kinderspital (heute Lehrlingsheim der Stadt Wien) in der Oberen Augartenstraße (1872–1873) und die Tribünen der Galopprennbahn in der Wiener Freudenau. Hasenauer war auch an Industrie- und Gewerbebauten beteiligt, darunter auch bei der Weltausstellungsbauten in Paris (1867) und Wien (1871–1873). Für die Weltausstellung 1873 in Wien, plante Hasenauer die Rotunde und wurde zum Chefleiter des Baues ernannt. Die Rotunde, mit einem Durchmesser von 108 Metern und einer Höhe von 84 Metern damals der größte Kuppelbau der Welt, wurde anfangs heftig kritisiert. Der Industriepalast erstreckte sich über eine Fläche von rund sieben Hektar. Der imposante Innenraum bot Platz für etwa 27.000 Besucher. Erst nach dem verheerenden Brand im Jahr 1937 wurde ihr architektonischer und kultureller Wert erkannt – viele Wiener betrachteten sie rückblickend als ein schmerzlich vermisstes Wahrzeichen ihrer Stadt.
Des Weiteren half Hasenauer bei der Gestaltung des Tegetthoff-Denkmal am Praterstern (1879–1885) und war am architektonischen Teil des Grillparzer-Denkmals im Volksgarten in Wien beteiligt (1889). Jedoch wurden nicht alle Projekte von Hasenauer realisiert. Er nahm an einigen Wettbewerben teil, wie dem für das Wiener Opernhaus (1861, 3. Preis), der Fassade von Sta. Maria del Fiore in Florenz (1864, 2. Preis) und dem Häuserkomplex Volksgartengruppe in der Löwelstraße in Wien (1872, 1877). Einige Bauwerke konnten jedoch nicht vollendet werden. So hatten Hasenauer und Semper das sogenannte Kaiserforum geplant. Ihr Plan war es, zwei Hofburg-Flügel zu errichten und diese mit einem Mitteltrakt zu verbinden. Es wurde nur ein Flügel (neue Hofburg) verwirklicht. Weiters sollten die Flügel mit zwei Triumphbögen über die Ringstraße mit den Museen verbunden werden. Nach dem Tod der Kaiserin Elisabeth 1898 und des Erzherzogs Rudolf 1899 verlor Kaiser Franz Joseph I. jedoch das Interesse am Ausbau der Hofburg. Schwierigkeiten mit dem Baugrund, der Materialbeschaffung sowie der Tod von Kaiserin Elisabeth (1898) und des Erzherzogs Rudolf (1899) führten schließlich zum Abbruch der Bauarbeiten am Kaiserforum.
Besondere Aufmerksamkeit erhielt Hasenauer für den Bau der neuen k. k. Hofmuseen – heute Kunsthistorisches Museum und Naturhistorisches Museum – in Wien von 1871 bis 1891, wobei er auch die in der Mitte liegende Parkanlage, den Maria-Theresien-Platz, plante. In der Mitte des Platzes steht das Maria-Theresien-Denkmal, das von Caspar von Zumbusch gestaltet wurde. Der Sockel wiederum wurde von Hasenauer geplant. Des Weiteren entstanden das neue k. k. Hofburgtheater und die neue k. k. Hofburg. 1876 zog sich Gottfried Semper aufgrund einer schweren Krankheit zurück, und Hasenauer stellte das Bauwerk alleine fertig. 1882 schenkte Kaiser Franz-Joseph, Kaiserin Sissi die von Hasenauer erbaute Hermesvilla im Lainzer Tiergarten. Die vielfältige Palette von Hasenauers Wirken erstreckte sich somit über Wohnhäuser, öffentliche Gebäude, Prachtbauten, Innenausstattung und nicht realisierte Projekte, wodurch er einen bleibenden Beitrag zum architektonischen Erbe des 19. Jahrhunderts hinterließ.

## Ehrungen
Im Laufe seiner Karriere wurde Hasenauer mit zahlreichen Auszeichnungen für seine architektonischen Leistungen geehrt. Bereits 1854 erhielt er an der Akademie der bildenden Künste Wien den Großen Preis für Architektur. Zehn Jahre später, 1864, wurde ihm der Preis des Kunstausstellungsfonds derselben Institution verliehen. Zwischen 1867 und 1871 war Hasenauer als liberaler Vertreter Mitglied des Wiener Gemeinderats für die Innere Stadt. Im Jahr 1870 wurde ihm das Ritterkreuz des königlichen Ordens der Krone von Italien verliehen. Drei Jahre darauf, 1873, wurde er in den Freiherrenstand erhoben und erhielt im selben Jahr den schwedischen Nordstern-Orden II. Klasse sowie den Mecidiye-Orden III. Klasse des Osmanischen Reiches.
1874 folgten weitere Ehrungen: das Offizierskreuz des belgischen Leopoldsordens und das Ritterkreuz der französischen Ehrenlegion. 1876 war Hasenauer Mitglied des Aktionskomitees der Pariser Weltausstellung, bei der er 1878 mit der Medaille erster Klasse ausgezeichnet wurde. 1879 wurde ihm der Professorentitel verliehen, und bei der internationalen Kunstausstellung in München erhielt er die Goldene Medaille erster Klasse. Ab 1885 war Hasenauer Mitglied der Ministerialkommission für Kunstangelegenheiten. Im selben Jahr wurde ihm anlässlich der Enthüllung des Tegetthoff-Denkmals die „Allerhöchste Anerkennung“ zuteil. Für seine Verdienste beim Bau der Hermesvilla wurde er mit dem Ritterkreuz des österreichischen Leopold-Ordens geehrt.
Zwei Jahre später erhielt er die Goldene Staatsmedaille der Jubiläums-Kunstausstellung in Wien sowie das Ehrenzeichen für Kunst und Wissenschaft. Für seine Mitwirkung an der Errichtung des Naturhistorischen und des Kunsthistorischen Museums wurde ihm schließlich das Ritterkreuz des Ordens der Eisernen Krone II. Klasse verliehen. Als bleibende Würdigung seines Wirkens wurde 1894 wurde in Wien-Währing (18. Bezirk) und Döbling (19. Bezirk) die Hasenauerstraße nach ihm benannt.

## Mitgliedschaften und Funktionen
Carl von Hasenauer war in zahlreichen nationalen und internationalen Fachvereinigungen, Akademien und Institutionen aktiv:
- Genossenschaft der bildenden Künstler Wiens: Mitglied ab 1861, nach einem vorübergehenden Austritt 1867 trat er 1871 erneut bei. 1878 übernahm er den Vorsitz, 1889 wurde er zum Ehrenmitglied ernannt.
- Österreichischer Ingenieur- und Architektenverein: Erstmaliger Beitritt 1864, nach seinem Austritt im Jahr 1867 folgte 1873 der Wiedereintritt.
- Wiener Bauhütte: Mitglied ab 1865.
- Akademie der bildenden Künste Wien: Ab 1866 ordentliches Mitglied.
- Royal Institute of British Architects, London: Ehrenmitglied seit 1867.
- Insigne Artistica Congregatione dei Virtuosi al Pantheon, Rom: Ab 1873 korrespondierendes Mitglied.
- Kurator der Stiftung Athenäum, Wien: Tätigkeit ebenfalls seit 1873.
- Société des Architectes du Département du Nord, Frankreich: Ab 1873 Ehrenmitglied.
- Königliche Akademie der Künste, Berlin: Ab 1874 als auswärtiges Mitglied geführt.
- Österreichisches Museum für Kunst und Industrie (heute MAK, Wien): Seit 1884 Kurator.
- Accademia di San Luca, Rom: Ab 1885 Mitglied.[7]